# Syssphinx molina
Syssphinx molina är en fjärilsart som beskrevs av Pieter Cramer 1781. Syssphinx molina ingår i släktet Syssphinx och familjen påfågelsspinnare. Inga underarter finns listade i Catalogue of Life.

## Bildgalleri

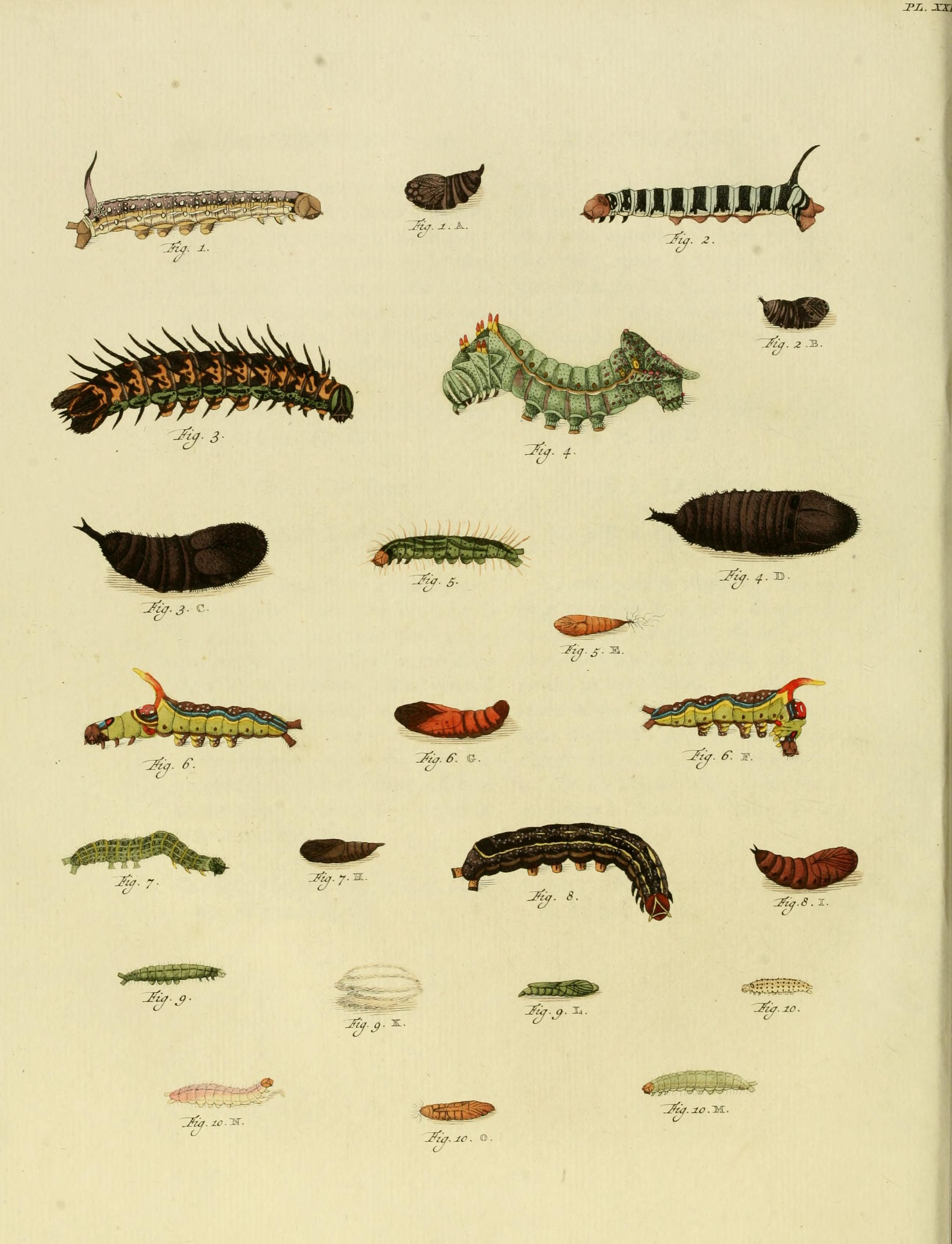
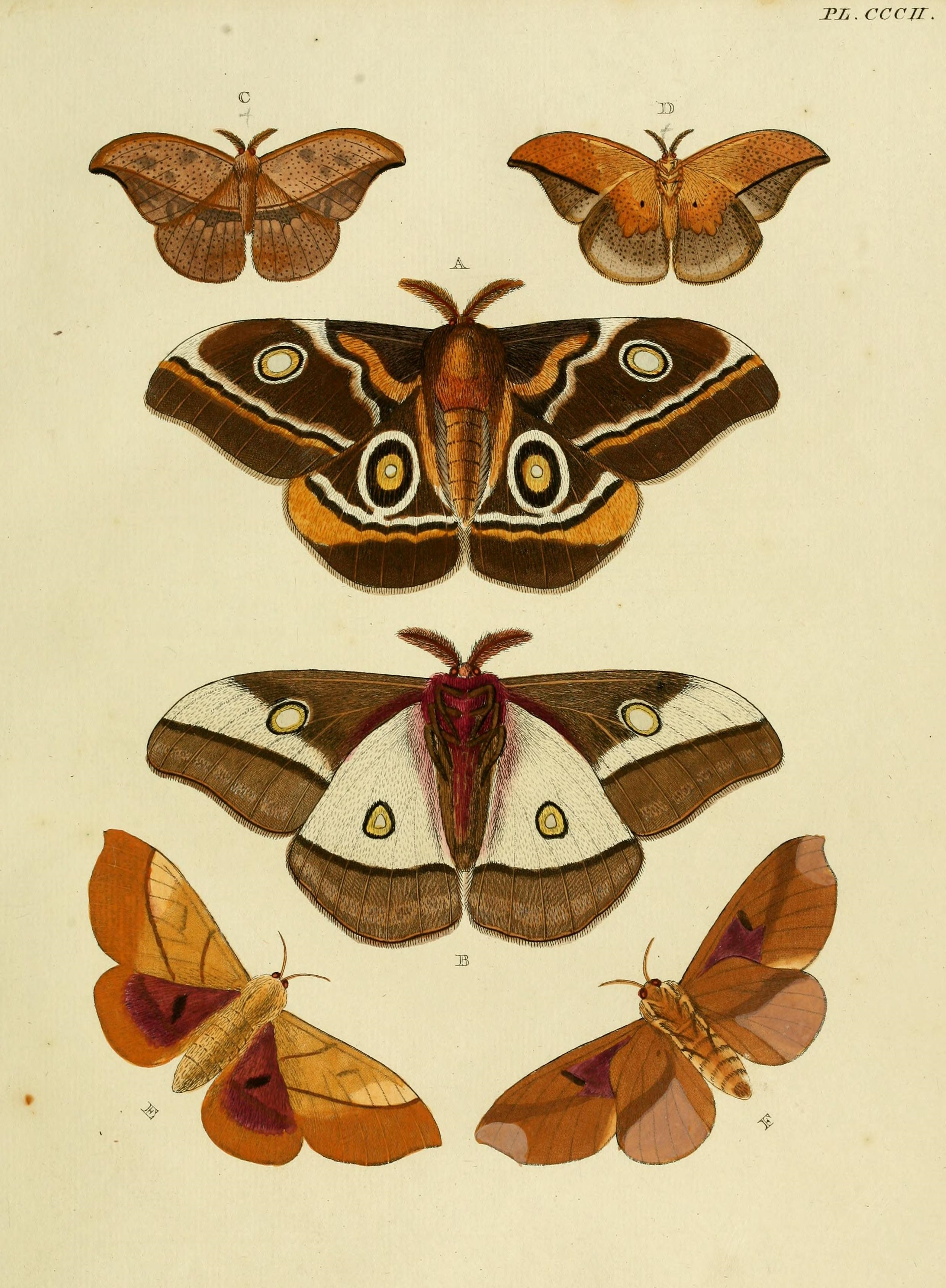
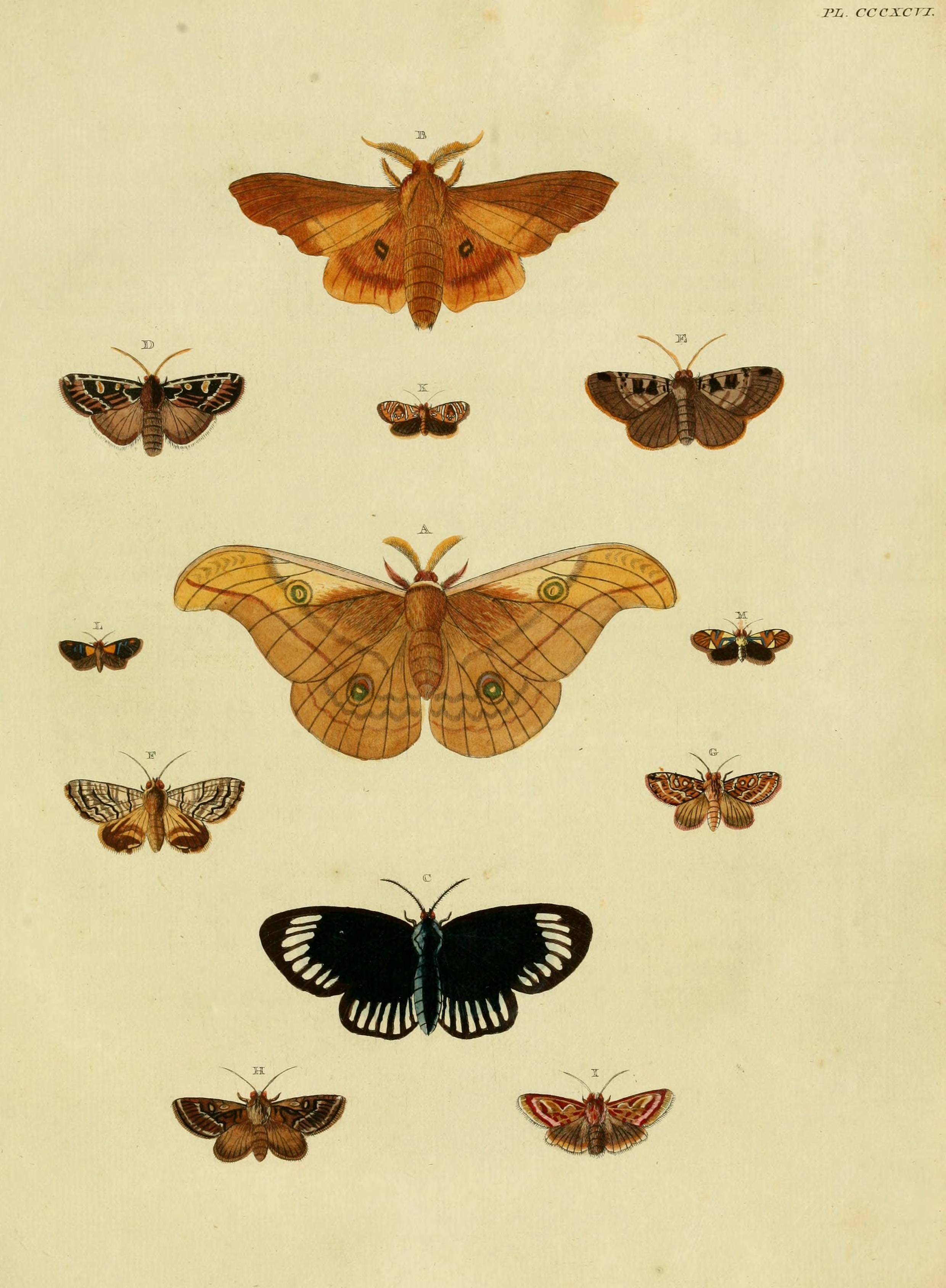
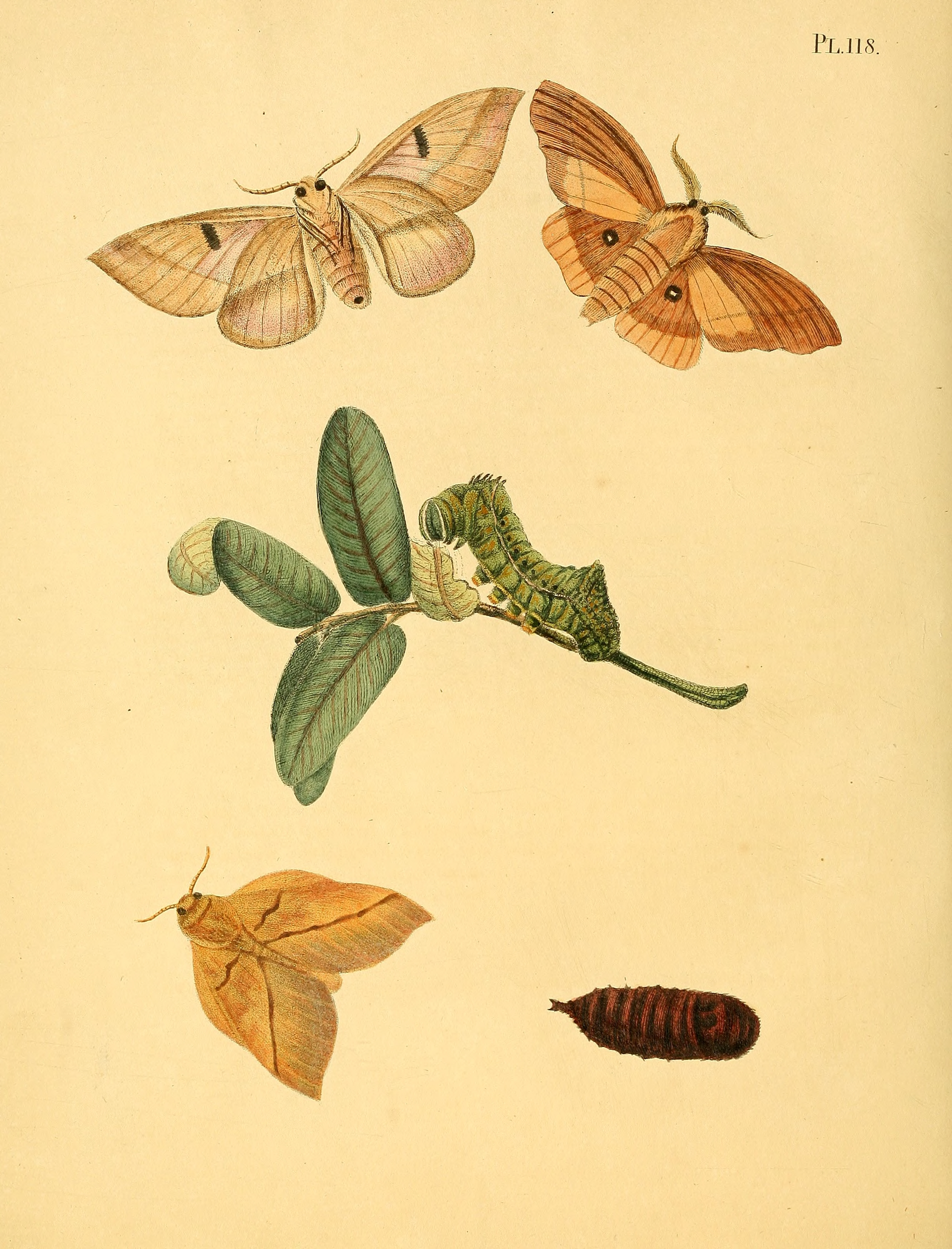